# Blanche de Valois
Blanche de Valois (în cehă Markéta Blanka z Valois; n. 1316 – d. 1 august 1348, Praga, Regatul Boemiei) a fost fiica cea mică a contelui Carol de Valois și a celei de-a treia soții a sa, Mahaut de Châtillon.

## Familie
Bunicii paterni au fost regele Filip al III-lea al Franței și Isabela de Aragon. Bunicii materni au fost contele Guy al IV-lea de Saint-Pol și Maria de Bretania care era fiica ducelui Ioan al II-lea de Bretania și a Beatricei a Angliei. Beatrice a fost fiica regelui Henric al III-lea al Angliei și a reginei Eleanor de Provence. Blanche a fost sora Isabelei de Valois care s-a căsătorit cu Petru I, Duce de Bourbon și a fost mama Ioanei de Bourbon, regină a Franței. Cealaltă soră a ei a fost Maria de Valois care s-a căsătorit cu Carol, Duce de Calabria; Maria a fost mama lui Ioan I de Neapole.

## Căsătorie

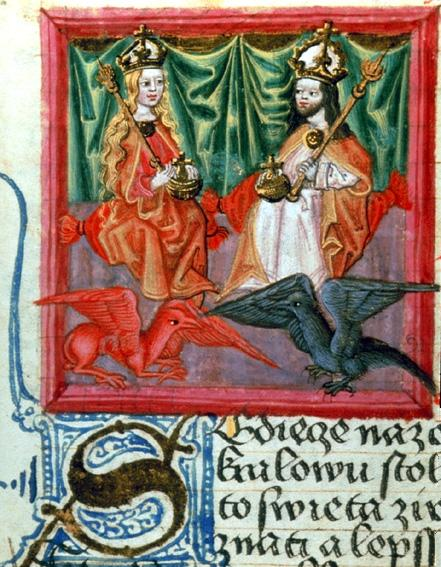
Blanche și soțul ei

În 1328 Blanche s-a căsătorit cu Carol al Boemiei. Soțul ei a fost fiul cel mare al lui Ioan I de Boemia și al Elisabetei de Boemia. 
Blanche și Carol au avut trei copii:
- un fiu (n. 1334); [1]
- Margareta de Bohemia (1335–1349), căsătorită cu Ludovic I al Ungariei;
- Ecaterina de Boemia (19 august 1342 – 26 aprilie 1395), căsătorită prima dată cu Rudolf al IV-lea, Duce de Austria și a doua oară cu Otto al V-lea, Duce de Bavaria.

La 11 iulie 1346 Carol a fost ales antirege al Sfântului Imperiu Roman în opoziție cu împărat Ludovic al IV-lea. Alegerea lui a fost susținută de papa Clement al VI-lea care era în conflict cu Ludovic. Inițial, Carol a fost privit c o marionetă papală  („rex clericorum” după cum l-a numit William Ockham).
La 11 octombrie 1347 Ludovic al IV-lea a murit pe neașteptate, iar Carol a fost recunoscut rege romano-german. Blanche a murit înainte ca soțul ei Carol să fie încoronat ca domnitor nedisputat la 25 iulie 1349.